# 都自動車

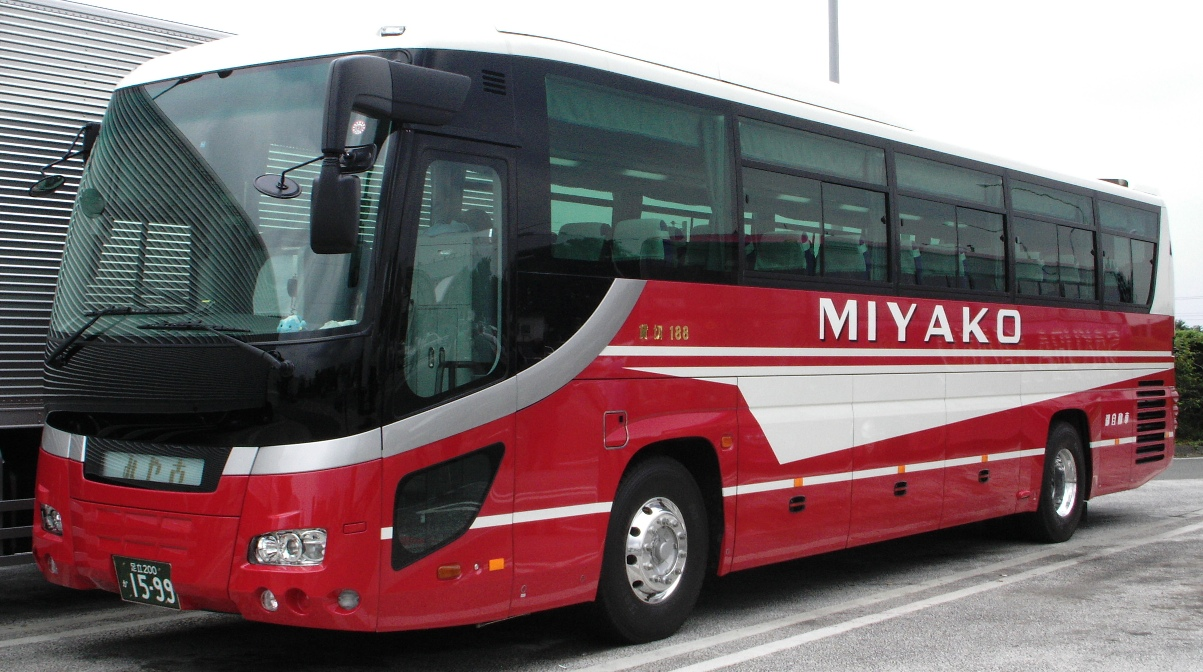
貸切バス車両

都自動車株式会社（みやこじどうしゃ）は、東京都千代田区神田に本社を置き、東京都と千葉県でハイヤー・タクシー事業を営む企業である。かつては「都バス（みやこバス）」の名称でバス事業（貸切バスおよび乗合バス）も運営していた。

## 営業所
- ハイヤー事業・タクシー事業
  - 神田営業所：東京都千代田区神田錦町（ハイヤーのみ、タクシー事業は撤退）
  - 茂原営業所：千葉県茂原市茂原（タクシー事業）

## 過去の営業所

### ハイヤー・タクシー事業
- 牛込営業所：東京都新宿区津久戸町（2004年廃止）
- 千葉営業所：千葉県千葉市中央区本町（2009年6月30日廃止）

### 貸切バス事業
- 東京営業所：東京都江東区亀戸（2010年2月5日廃止）- 日の丸自動車興業に事業譲渡
- 茂原営業所：千葉県茂原市千代田町（2010年8月9日廃止）- 日の丸自動車興業傘下のHMC東京に譲渡→ HMC東京千葉営業所
- 千葉営業所：千葉県千葉市中央区都町1277（2003年廃止）- 貸切バス事業から撤退。跡地には結婚式場が建っている。

### 乗合バス事業
- 茂原営業所：貸切バスと兼務、日の丸自動車興業傘下のHMC東京に2011年4月1日をもって移管完了→ HMC東京千葉営業所→ 小湊鉄道に移管し廃止
- 大多喜営業所：勝浦駅までも路線が延びていたが、過疎化とモータリゼーションに伴う利用客の急激な減少により廃止[いつ?]

## 関連会社
- 京葉ロジコ：千葉県茂原市高師 - 総合物流
- 都観光旅行：東京都千代田区内神田 - 国内旅行業、保険代理業
- 熱海玉の湯ホテル：静岡県熱海市渚町 - 温泉ホテル